# Hofanlage Hekeler Straße 12
Die Hofanlage Hekeler Straße 12 (Bundesstraße 212) in Berne-Hekeln stammt aus dem 19. Jahrhundert.
Aktuell (2023) wird sie als Wohnhaus und gewerblich genutzt.
Die Gebäude stehen unter Denkmalschutz (siehe auch Liste der Baudenkmale in Berne).

## Geschichte
Die einheitliche Hofanlage besteht aus
- dem eingeschossigen giebelständigen verklinkerten Wohngebäude, wohl von um 1895, vom Typ Oldenburger Hundehütte mit Drempel, Satteldach, Lisenen, geschossteilendem Fries, Rahmungen der Fensterbögen, Brüstungsfeldern, am Giebel ansteigender Treppenfries und farblicher Wechsel der Backsteine,[2]
- der eingeschossigen giebelständigen verklinkerten Gulfscheune von 1898 mit Satteldach, linksseitiger Längsdurchfahrt sowie Kantenlisenen, Rahmungen der Fensterbögen, am Giebel ansteigender Bogenfries auf stilisierten Konsolen und zwei Pferdeköpfe in Tondi.[3]

Das Landesdenkmalamt befand: „… geschichtliche Bedeutung … als beispielhafte Hofanlage des späten 19. Jhs. …“
Diese Hofanlage ähnelt der benachbarten Hofanlage Hekeler Straße 14.